# 성덕중학교 (광주)
성덕중학교(成德中學校)는 대한민국 광주광역시 광산구 장덕동에 위치한 공립 중학교이다.

## 학교 연혁
- 2009년 1월 1일 : 성덕중학교 설립인가
- 2009년 3월 1일 : 초대 이영로 교장 취임
- 2009년 3월 2일 : 신입생 입학식(7학급 171명)
- 2025년 3월 1일 : 제7대 박순복 교장 취임
- 2025년 3월 4일 : 신입생 입학식(12학급 337명)

## 참고 자료
- 성덕중학교 - 한국교육학술정보원 학교알리미